# 黃杰 (同治進士)
黃傑，字輔臣，贵州贵阳人，清朝政治人物、進士出身。

## 生平
同治十年（1871年）辛未科進士，二甲九十三名，后由郎中改官廣東，署肇慶府知府。